# Vereinigung Mariens, der Helferin
Die Vereinigung Mariens, der Helferin (ital. Associazione di Maria Ausiliatrice, Abkürzung ADMA) ist eine weltweit tätige katholische Organisation mit Sitz in Turin. Sie hat etwa 35.000 Mitglieder (2002) und gehört zur Don-Bosco-Familie.

## Geschichte
Die von Don Bosco gegründete Gruppe erlangte am 18. April 1869 die kanonische Errichtung durch den Erzbischof von Turin Alessandro Riccardi di Netro. Papst Pius IX. erhob sie zur Erzbruderschaft für die Diözese Turin mit dem Recht, alle Vereinigungen dieses Namens und der entsprechenden Statuten einzubeziehen und dehnte dieses Privileg am 2. März 1877 auf alle Diözesen des Piemont aus. Am 25. Juni 1889 erhielt der damalige Generalobere der Salesianer Don Boscos Michael Rua von Papst Leo XIII. das Recht, an allen salesianischen Kirchen der Welt solche Vereinigungen zu schaffen und anzugliedern. Im Jahr 1894 erfolgte diese Genehmigung auch für alle Niederlassungen der Salesianer. Schließlich wurde das 1896 auf alle Kirchen der Welt erweitert.
Am 5. Juli 1989 wurde durch den Generaloberen der Salesianer Don Egidio Viganò die Zugehörigkeit zur Don-Bosco-Familie ausgesprochen.
Nachdem sich die Bedeutung des Begriffes Erzbruderschaft geändert hat, würde man die Vereinigung heute am ehesten unter Geistliche Gemeinschaft einordnen.

## Spiritualität
Bereits von Don Bosco vorgegeben, ist das Ziel der Vereinigung die Förderung der Verehrung des Allerheiligsten Sakramentes und Mariens, unter ihrem Titel Hilfe der Christen. Sie verwirklicht dieses in allen öffentlichen und privaten Formen, die von der Kirche gebilligt sind. Nicht umsonst hat die weltweite Organisation seit Beginn ihren Sitz in Turin-Valdocco, am Heiligtum der Maria-Hilf-Basilika, die noch von Don Bosco selbst errichtet worden ist.

## Belege
1. ↑  Übersicht Salesianische Familie (Memento vom 30. Mai 2008 im Internet Archive) (auf sdb.org)